# Echidna
Echidna és un gènere de peixos de la família Muraenidae de l'ordre dels Anguilliformes.

## Taxonomia
- Echidna amblyodon (Bleeker, 1856)
- Echidna catenata (Bloch, 1795)
- Echidna delicatula (Kaup, 1856)
- Echidna leucotaenia L. P. Schultz, 1943
- Echidna nebulosa (J. N. Ahl, 1789)
- Echidna nocturna (Cope, 1872)
- Echidna peli (Kaup, 1856)
- Echidna polyzona (J. Richardson, 1845)
- Echidna rhodochilus Bleeker, 1863
- Echidna unicolor L. P. Schultz, 1953
- Echidna xanthospilos (Bleeker, 1859)